# Jaroslav Juhan
Jaroslav Vaclav Maria „Jerry” Juhan (ur. 13 października 1921 roku w Pradze, zm. 28 września 2011 roku) – gwatemalski kierowca wyścigowy czechosłowackiego pochodzenia.

## Kariera
W wyścigach samochodowych Juhan startował głównie w wyścigach zaliczanych do klasyfikacji Mistrzostw Świata Samochodów Sportowych. W latach 1955, 1958 Gwatemalczyk pojawiał się w stawce 24-godzinnego wyścigu Le Mans. W pierwszym sezonie startów stanął na najniższym stopniu podium w klasie S 1.5, a w klasyfikacji generalnej był szósty. Trzy lata później nie dojechał do mety.